# Јужно од границе, западно од сунца
Јужно од границе, западно од сунца (јап. Kokkyõ no minami, taiyõ no nishi) је роман јапанског књижевника Харукија Муракамија (јап. Haruki Murakami) (1949) објављена 1992. године. Српско издање објавила је издавачка кућа "Геопоетика" из Београда 2006. године у преводу Наташе Томић.

## О аутору
Харуки Мураками је рођен у Кјоту (Јапан) 1949. године. Један од најпознатијих савремених јапанских писаца. Мураками је добитник више престижних књижевних награда.

## О књизи
Двоје заљубљених тинејџера, Хађиме и Шимамото, заједно често слуша песму Јужно од границе (South of the Border) Нета Кинга Кола. Уживају у чарима младости. Следи дуг период раздвојености. Поново се срећу и њихова љубав се поново буди и прераста у страствену везу.
Главни јунак је ожењен и улази у изванбрачну авантуру са девојком из детињства. Жена му опрашта неверство и он бира останак са њом у браку, а девојка нестаје. Кроз цео роман провлаче се осећања као што су: чежња, љубав, страст, меланхолија. 

## Издања
2021. године "Геопоетика" је објавила 9. издање књиге Јужно од границе, западно од сунца.